# Аспрула
Аспрула (грч. Ασπρούλα) је насељено место у општини Горуша у периферији Западна Македонија, Грчка. Према попису из 2021. године било је 62 становника.
Аспрула је била насељена грчким хришћанским и муслиманским (Валахади) становништвом. Село је 1913. године имало 302 житеља. Налази се у области Населица, која је некада била насељена словенским становништвом које је касније хеленизовано. Године 1923. муслиманско становништво је принудно исељено у Турску а на њихово место је насељено 30 грчких избегличких породица, укупно 116 особа. На попису из 1928. године Аспрула је имала 281 становника. Село се раније звало Велишти.